# Le Mariage de Figaro
Pour les articles homonymes, voir Figaro (homonymie) et Mariage (homonymie).
La Folle Journée, ou le Mariage de Figaro est une comédie en cinq actes de Pierre-Augustin Caron de  Beaumarchais écrite en 1778, lue à la Comédie-Française en 1781, donnée en privé le 23 septembre 1783 dans la maison de campagne du comte de Vaudreuil à Gennevilliers (dite château de Gennevilliers), mais dont la première représentation officielle publique n'eut lieu que le 27 avril 1784 au théâtre François (aujourd'hui théâtre de l'Odéon), après plusieurs années de censure : ce fut un triomphe, un événement, et l'occasion de polémiques. 68 représentations suivirent en huit mois. La comédie contenait également de la musique (airs chantés ou pièces instrumentales), composée par Antoine-Laurent Baudron, et des ballets chorégraphiés par Jacques-François Deshayes.
Chef-d’œuvre du théâtre français et universel, la pièce est en effet considérée, par sa dénonciation des privilèges archaïques de la noblesse et plus particulièrement de l'aristocratie, comme l’un des signes avant-coureurs de la Révolution française, donc comme une œuvre politique et satire de la société inégalitaire et de la justice vénale d'Ancien Régime. Louis XVI la qualifia « d'exécrable, qui se joue de tout ce qui est respectable » et dont  « la représentation ne pourrait qu'être une inconséquence fâcheuse, sauf si la Bastille était détruite ». On attribue au révolutionnaire Danton le verdict « Figaro a tué la noblesse ! », et à Napoléon la sentence : « C'est déjà la Révolution en action ! ».
C'est aussi une œuvre comique au rythme soutenu (la « folie » enfiévrée de la « Folle journée » illustre le comique de répétition, de mots ou de gestes : l'huissier glapit, se lève et rassied comme un pantin pour calmer l'audience ; Brid'oison bégaie ; jeu muet des pantomimes ; « God-dam » de la scène 5 acte III) ; le comique de situation d'une pièce à surprises (quiproquos, péripéties cascadantes, coups de théâtre et rebondissements, déguisements, identités échangées) ; le comique de caractère (Brid'oison juge incapable et sot : le procès qu'il anime est une parodie de justice ; Bartholo médecin et avocat pédant, prétentieux, ridicule ; bonne humeur générale de la pièce grâce à la fraîcheur du jeune, sympathique et délicieux Chérubin, aussi grâce aux danses qui animent la représentation : séguedille, fandango).
Cette comédie d'intrigues, de mœurs et de caractères rencontre aussi le drame bourgeois préfiguré par Molière, théorisé par Diderot (où les problèmes de société, les questions d'argent, d'âge et de mariage, les différences entre les classes sociales et les générations, s'enracinent dans la trivialité et le langage de la vie quotidienne, avec un souci de vérité et de réalisme ; de la matérialité de la « vraie vie » surgissent la question sociale, le questionnement moral, voire le pathétique). Dans la lignée de Molière, c'est aussi une comédie de maître et de valet, avec un jeu de miroir déformant entre les deux caractères et positions.
Beaumarchais y réintègre en scène les principaux personnages de la première pièce de la trilogie Le Roman de la famille Almaviva, située en Andalousie (sud de l'Espagne), Le Barbier de Séville ou la Précaution inutile (1775) : le barbier Figaro, devenu concierge du comte, le comte Almaviva et Rosine, appelée maintenant la comtesse. Bartholo, autre personnage essentiel de la première pièce, joue ici un rôle beaucoup plus secondaire. Deux ans après sa première représentation, la pièce a été adaptée en opéra par Mozart et Lorenzo da Ponte sous le titre Le nozze di Figaro (Les Noces de Figaro).
Une troisième pièce viendra clore la trilogie en 1792 : L'Autre Tartuffe ou la Mère coupable.

## Les personnages
- Le comte Almaviva : il joue au jeune premier libertin. Grand d'Espagne, il est aussi Grand Corregidor de Justice d'Andalousie, à Séville. La scène est dans son château d'Aguas-Frescas près de Séville.
- La comtesse : épouse délaissée du comte, Rosine dans Le Barbier de Séville
- Figaro : valet de chambre du comte, fiancé de Suzanne
- Suzanne : première camériste de la comtesse et fiancée de Figaro
- Marceline : femme de charge. Vieille fille, ancienne amante de Bartholo, en fait la mère de Figaro
- Antonio : jardinier du château, oncle de Suzanne et père de Fanchette
- Fanchette : fille d'Antonio et cousine de Suzanne
- Chérubin : filleul de la comtesse et le premier page du comte. Il est l’amoureux transi de la comtesse. Personnage libertin et plein de vivacité.
- Bartholo : médecin de Séville ; en fait le père de Figaro (né de parents inconnus)
- Bazile : professeur de clavecin de la comtesse.
- Don Gusman Brid’oison : lieutenant de Justice de la ville et juge au tribunal du Corregidor.
- Double-main : greffier et secrétaire de Don Gusman.
- Grippe-Soleil : jeune pastoureau.
- Une jeune bergère : on ne sait rien d'elle
- Un huissier-audiencier : il ramène le silence à chaque fois que les discussions deviennent trop houleuses.
- Pédrille : il est le piqueur du comte.
- Troupe de paysans

## Déroulement

### Acte I

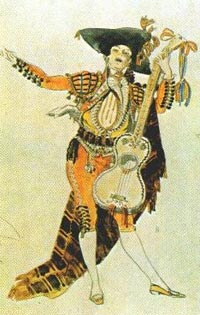

#### Scène première
C'est le matin des noces de Suzanne et de Figaro. Celui-ci fait des projets pour aménager leur future chambre, entre celle du comte et celle de la comtesse, Suzanne lui révèle par énigme que le comte lui fait des avances et veut rétablir le droit de cuissage qu'il avait aboli il y a trois ans de cela, pour son propre mariage avec Rosine, devenue la comtesse, dans Le Barbier de Séville.

#### Scène 2
Figaro, seul, comprend, à la suite de la révélation de Suzanne, la raison pour laquelle le comte voulait l'éloigner du château. Il ne peut cacher son amertume de servir un tel homme et se remémore tout ce qu'il doit faire pour arriver à célébrer ses noces avec Suzanne ce soir.

#### Scène 3
Bartholo et Marceline arrivent sur la scène. Au passage, Figaro se moque du docteur, qu'il a trompé et volé dans Le Barbier de Séville, et salue Marceline.

#### Scènes 4, 5 et 6
Marceline, amoureuse de Figaro, demande l'aide de Bartholo pour empêcher la noce, elle veut divulguer le chantage qu'exerce le comte sur Suzanne, ainsi pense-t-elle, Suzanne ne pourra que refuser de céder au comte et ce dernier empêchera le mariage pour se venger. Arrive Suzanne qui se moque de l'âge de Marceline.

#### Scène 7
Chérubin annonce à Suzanne que le comte l'a renvoyé, il est au désespoir car amoureux de la comtesse, il ne pourra plus la voir, il prend en souvenir le ruban de nuit que Suzanne apportait à la comtesse.

#### Scènes 8, 9, 10 et 11
À l'arrivée du comte, Chérubin se cache derrière un fauteuil, le comte propose de l'argent à Suzanne pour qu'elle cède à ses avances. Le comte se cache en voyant arriver Bazile. Ce dernier se croyant seul avec Suzanne la rudoie et prétend que Chérubin tourne autour d'elle, le comte se montre et découvre Chérubin caché, il croit à un rendez-vous galant entre Suzanne et Chérubin ! Il en est d’autant plus irrité que Chérubin connaît maintenant tous ses projets... Heureuse diversion : une foule de paysans et de valets envahit la scène, conduits par la comtesse et Figaro. Celui-ci demande au comte de célébrer sur-le-champ l’abandon du droit du seigneur ; celle-là sollicite la grâce de son filleul. Verdict embarrassé du comte : la cérémonie aura lieu plus tard ; quant à Chérubin, il partira pour l’armée, à l’autre bout de  l’Espagne. Mais Figaro, discrètement, lui souffle le moyen de rester au château.

### Acte II
Chez la comtesse. Suzanne informe sa maîtresse, rêveuse et amère, des faits et gestes de Chérubin et du comte. Arrive Figaro, qui expose son plan : pour lui « donner le change », il a fait adresser au comte un billet anonyme l’informant que son épouse doit rencontrer un galant le soir même. Quant à Suzanne, il faut qu’elle fixe un rendez-vous au comte ; mais c’est Chérubin, déguisé, qui s’y rendra. Figaro va donc chercher le page, qui, en tenue d’officier et son brevet à la main (non cacheté, remarque la comtesse), reste avec les deux femmes. Il chante une romance d’adieu à la comtesse aussi émue que lui, et plus encore lorsqu’elle découvre au bras du page le ruban volé, taché de sang par une blessure. Elle le lui reprend, en feignant l’indifférence ; au même moment, le comte frappe à la porte fermée à clé. Chérubin court s'enfermer dans le cabinet de toilette, mais y fait tomber une chaise. La comtesse, plus morte que vive, prétend qu’il s’agit de Suzanne, et le mari jaloux enjoint à celle-ci, évidemment sans succès, de se montrer ; puis il sort avec la comtesse tremblante pour chercher de quoi forcer la serrure, non sans avoir au préalable fermé à double tour la chambre - où Suzanne, par bonheur, a pu se cacher. Elle ouvre donc à Chérubin, qui saute par la fenêtre, et elle prend sa place. Retour du comte et de la comtesse, qui finit par tout avouer et par donner au comte la clé du cabinet. Stupeur : « C’est Suzanne ! » Le comte, penaud, implore le pardon de son épouse, qui, se remettant peu à peu, feint d’avoir voulu punir sa jalousie. Le comte passe sa mauvaise humeur sur Figaro. Catastrophe : le jardinier Antonio arrive avec à la main un pot de giroflées écrasées et le brevet de Chérubin, que celui-ci a perdu dans sa chute. Mais Figaro sauve la situation de justesse : c’est lui, dit-il, qui a sauté par la fenêtre, et a gardé le brevet pour y faire apposer le cachet... Rageusement, le comte vérifie et doit s’incliner. De nouveau une foule envahit la scène, avec Marceline qui vient réclamer ses droits sur Figaro. Bazile, rudoyé par le comte, est dépêché au bourg pour y chercher les gens de justice. Demeurées seules, la comtesse et Suzanne font le point : impossible, désormais, d’envoyer Chérubin au rendez-vous ! C’est donc la comtesse qui, sous l’apparence de Suzanne, ira elle-même.

### Acte III
La « salle du trône », servant de salle d’audience au Grand Corregidor qui commence à s’énerver fortement. Désarroi du comte, qui se sent joué de tous côtés, il a convoqué Figaro pour tenter, au moins de savoir s’il est au courant de son intrigue avec Suzanne. Tête-à-tête aigre-doux entre les deux hommes, également sur leurs gardes. Figaro se moque du comte (tirade de God-damn (juron anglais « Dieu me damne ! » qui permettrait de tout régler en Angleterre), couplet sur la politique), qui croit néanmoins l’avoir percé à jour : « Je vois qu’on lui a tout dit ; il épousera la duègne. » Mais Suzanne retourne la situation en promettant au comte le rendez-vous tant espéré, en échange de quoi il déboutera Marceline. Hélas ! un mot de trop de Suzanne à Figaro révèle au comte toute la manœuvre, et il décide de se venger : « Un bon arrêt, bien juste... » En attendant, Marceline puis Figaro essaient d’exposer leur cas à Brid’oison, le juge assesseur d’Almaviva, bègue et formaliste, dont le nom évoque le fantasque magistrat de Rabelais, Bridoye. Le procès commence. Bartholo, promu avocat de Marceline, et Figaro ergotent longuement sur les termes (et/ou, ou/où...) de la promesse de mariage ; le comte tranche enfin, en condamnant Figaro à payer Marceline ou à l’épouser. En désespoir de cause, Figaro, né de parents inconnus (donc un enfant naturel abandonné, qui en sus de sa condition de valet porte l'humiliation de la bâtardise dans l'ancienne société), se proclame gentilhomme afin d’échapper au verdict. Coup de théâtre : ses « nobles parents » se révèlent n’être en réalité que Marceline et Bartholo - lequel refuse obstinément d’épouser la mère de son fils. Marceline profère alors une violente dénonciation de la cruauté masculine, et tombe dans les bras de Figaro, son fils retrouvé. Pour Marceline, les hommes sont ingrats, pervers, lâches, et dominent injustement les femmes ; et le sort des mères célibataires, des « filles-mères », est lamentable. Suzanne, qui arrive avec l’argent donné par la comtesse, se croit trahie, mais le malentendu se dissipe, le comte rage et Bartholo se laisse fléchir.

### Acte IV
Une galerie des châteaux. Badinage philosophique et amoureux entre les deux fiancés. La comtesse relance le jeu en dictant à Suzanne, à l’insu de Figaro, un billet donnant rendez-vous au comte. Une imprudence de Chérubin, arrivant déguisé en fille, en jeune paysanne parmi une troupe de villageoises, et bientôt reconnu, tourne à la confusion du seigneur dont les vues sur Fanchette sont révélées à tous. La cérémonie décidée à l’acte I se déroule enfin, mais Figaro aperçoit le comte avec le billet entre les mains ; une indiscrétion de Fanchette lui en apprend la provenance, ainsi que le lieu du rendez-vous. Marceline tente d’apaiser son fils ivre de jalousie, et qui voudrait maintenant tout rompre.

### Acte V
Aidé par le peu scrupuleux Bazile, le comte fait à Suzanne des avances de plus en plus claires.
Le comte doit alors faire face à une coalition (la comtesse, Figaro et Suzanne) qui finira par triompher de lui. Ridiculisé lors d’un rendez-vous galant qui était en fait un piège, il se jette à genoux devant son épouse et lui demande pardon devant tout le village rassemblé, tandis que Figaro se marie enfin avec Suzanne.

## Analyse de l'œuvre
L’intrigue est enrichie par l’intervention de plusieurs autres personnages, notamment Chérubin : jeune page follement amoureux de la comtesse, dont il vole le ruban, il assiste à un entretien entre Suzanne et le comte, mais il est aussi attiré par Suzanne et Fanchette. Il a treize ans (on dit souvent quinze ou seize ans, Beaumarchais lui-même écrit le nombre treize dans sa préface), c'est un enfant et ce ne l'est plus vraiment : c'est un adolescent travaillé par la puberté, les premiers émois du cœur et du corps, et qui commence une vie amoureuse précoce. Puéril, gamin espiègle et comme naïf devant son maître le comte, il est séducteur avec les femmes, qui déjà l'obsèdent et qui le trouvent en retour charmant, gracieux, séduisant. D'ailleurs, les sentiments amoureux commencés très jeune, ou vécus entre des personnes d'âges fort différents, ou ambigus, n'embarrassent pas Beaumarchais : Fanchette, 12 ans, n'est pas insensible à l'attirance amoureuse ! Marceline est amoureuse de son propre fils Figaro (sans le savoir, certes) ; la comtesse Rosine n'est pas insensible à Chérubin, dont elle est pourtant la marraine, à sa joliesse un peu 'fille'. Chérubin, joué alors par une actrice travestie en garçon, se travestit d'ailleurs en fille dans l'acte II, ce qui trouble fort Suzanne : « Tournez-vous donc envers ici... mon bel ami. (Chérubin se met à genoux. Elle le coiffe) Madame, il est charmant ! ... Là... Mais voyez donc ce morveux, comme il est joli en fille ! J'en suis jalouse, moi ! (Elle lui prend le menton.) Voulez-vous bien n'être pas joli comme ça ? ... Ah ! qu’il a le bras blanc ! c’est comme une femme ! plus blanc que le mien ! Regardez donc, madame ! », alors que la comtesse lui commande, comme pour accentuer l'ambiguïté sexuelle, « Arrange son collet d'un air un peu plus féminin ». Liberté des sentiments, liberté dans la vie et dans l'aventure, liberté politique : Beaumarchais est un libertin ! Et Chérubin, l'adolescent gentiment apprenti libertin, évoque sans doute un peu sa propre jeunesse heureuse et choyée, tôt amoureuse, à la fois studieuse, savante, libre et sensuelle.
D'autres éléments de la pièce ont aussi une valeur autobiographique : le procès de l'acte III évoque ses nombreux démêlés judiciaires, ses procès et ses emprisonnements à répétition (son ennemi le juge Goëzman, qu'il dit corrompu, voit son nom déformé en Gusman Brid'oison) ; et quand Figaro médite dans l'acte I contre le comte, son maître immoral et son rival « Ah ! S'il y avait moyen d'attraper ce grand trompeur, de le faire donner dans un bon piège, et d'empocher son or ! », Suzanne lui rétorque « De l'intrigue et de l'argent, te voilà dans ta sphère ! », allusion directe au passé affairiste et intrigant de Beaumarchais. Comme Beaumarchais, Figaro a exercé toutes sortes de métiers, c'est un beau parleur éloquent et cultivé, c'est un aventurier picaresque en quête d'ascension sociale et à la vie romanesque ; quant au mariage de Figaro, est-ce une allusion aux deux riches mariages de Pierre-Augustin, deux fois veuf ? 
L’un des moments forts de la pièce est le célèbre monologue de Figaro (acte V, scène 3), discours de revendication et de révolte sociale et politique, manifeste prérévolutionnaire, d'ailleurs le monologue le plus long du théâtre français d'avant-révolution. Un passage résume à merveille les griefs portés par le peuple représenté par Figaro contre la noblesse, incarnée par le comte Almaviva, quelques années avant la Révolution[réf. nécessaire], les rancœurs accumulées contre une aristocratie injustement privilégiée et jugée perverse, immorale ou amorale :
« Parce que vous êtes un grand Seigneur, vous vous croyez un grand génie !... Noblesse, fortune, un rang, des places : tout cela rend si fier ! Qu’avez-vous fait pour tant de biens ? Vous vous êtes donné la peine de naître, et rien de plus... »
La dénonciation de la « société d'ordres » se retrouve dans le final chanté :
« Par le sort de la naissance,

L’un est roi, l’autre est berger ».

## Citations célèbres
- « Sans la liberté de blâmer, il n’est point d’éloge flatteur[4] », lance Figaro, qui est l'éponyme du Figaro, quotidien français dont cette citation est la devise.
- « L’usage est souvent un abus »
- « Médiocre et rampant, et l’on arrive à tout »[5] (Figaro au comte)
- « En fait d'amour, vois-tu, trop n'est pas même assez. » (Figaro à Suzanne)
- « Vous vous êtes donné la peine de naître, et rien de plus. » (Figaro, en évoquant les privilèges de la noblesse)
- « Indulgente aux grands, dure aux petits » (Figaro, en parlant de l'inégalité de la loi).
- « Prouver que j’ai raison serait accorder que je puis avoir tort. » (Suzanne à Figaro)
- « Figaro s’approche : Y a-t-il longtemps que monsieur n’a vu la figure d’un fou ? — Bazile : Monsieur, en ce moment même. — Figaro : Puisque mes yeux vous servent si bien de miroir, étudiez-y l’effet de ma prédiction. »
- « Recevoir, prendre et demander, voilà le secret en trois mots. »
- « La femme la plus aventurée sent en elle une voix qui lui dit, sois belle si tu peux, sois sage si tu veux mais sois considérée, il le faut[6]. »
- « Traitées en mineures pour nos biens, punies en majeures pour nos fautes ! » Marceline, se faisant porte parole de la cause féminine.
- « Les plus coupables sont les moins généreux ; c'est la règle. »
- « Toute vérité n'est pas bonne à dire. »
- « Il n'y a que les petits hommes qui redoutent les petits écrits. »

## Édition originale

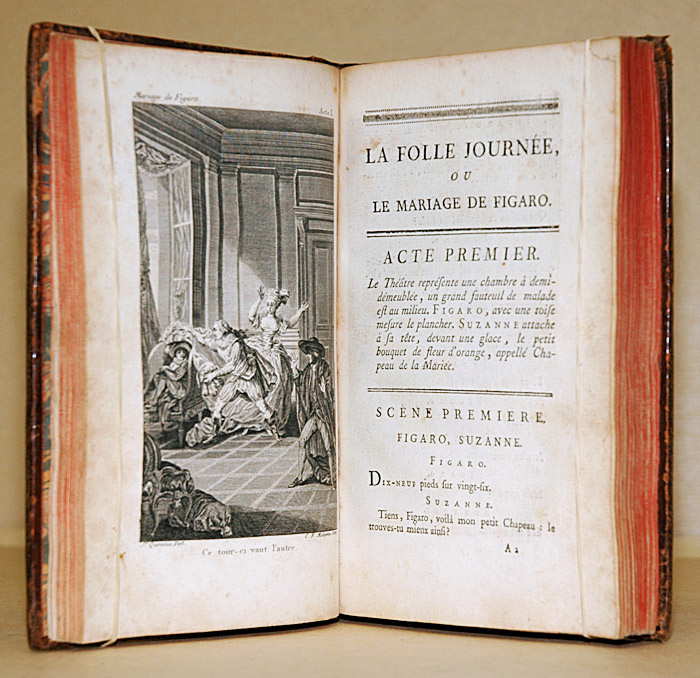
Acte I
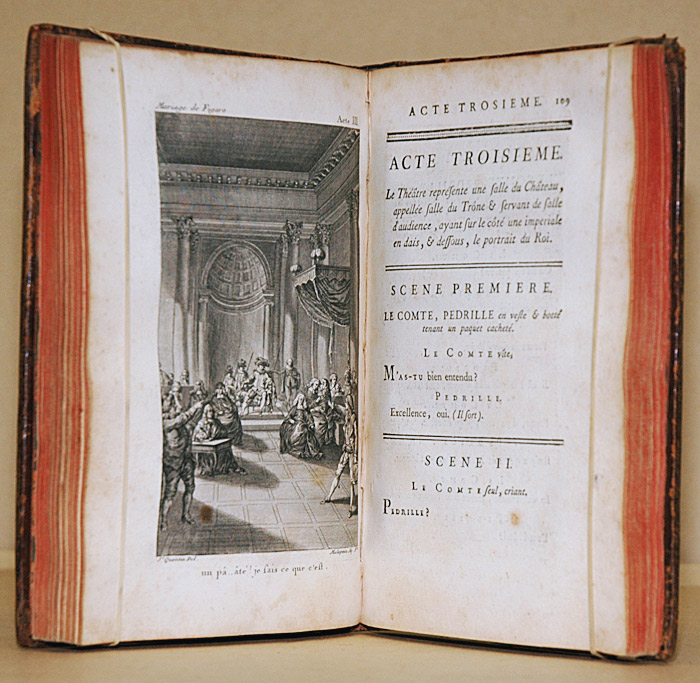
Acte III
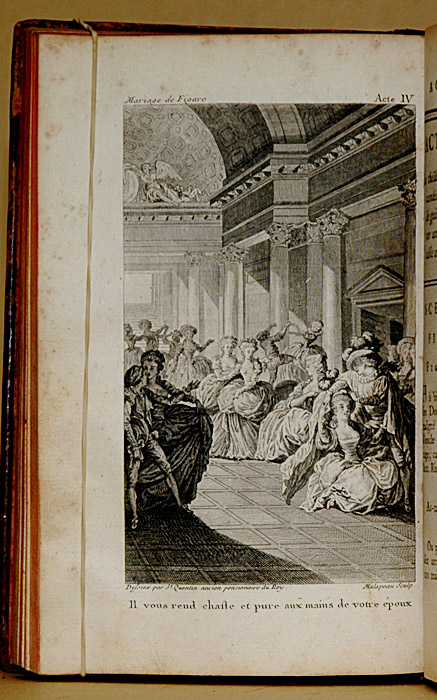
Acte IV
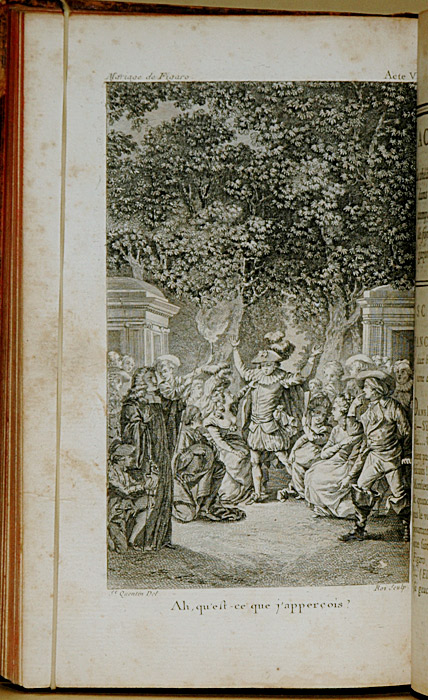
Acte V

## Adaptations et mises en scène

### Au théâtre et à l'opéra
- 1786 : Le nozze di Figaro, K. 492, opéra-bouffe de Wolfgang Amadeus Mozart sur un livret en italien de Lorenzo da Ponte
- 1799 : La Pazza giomata, ovvero il matrimonio Di Figaro, opéra-comique de Marcos Portugal
- 1833 : Le Mariage de Figaro à Londres, à Covent Garden avec Maria Malibran[7] (juin)
- 1939 : Le Mariage de Figaro, mise en scène de Charles Dullin, décors et costumes de Louis Touchagues, Comédie-Française, Paris
- 1969-1982 : Le Mariage de Figaro, mise en scène de Jean Meyer, théâtre des Célestins, Lyon
- 1987 : Le Mariage de Figaro ou la folle journée, mise en scène de Jean-Pierre Vincent, théâtre national de Chaillot, Paris
- 1977 : Le Mariage de Figaro, mise en scène de Jacques Rosner, Comédie-Française. Filmé pour la télévision en 1977
- 1989 : Le Mariage de Figaro, mise en scène Marcel Marechal, théâtre de la Criée, Marseille
- 2007 : 2012 : Le Mariage de Figaro, mise en scène de Christophe Rauck, Comédie-Française
- 2012 : Le Mariage de Figaro, mise en scène de Jean Liermier, théâtre de Carouge
- 2012 : Le Mariage de Figaro, mise en scène de Henri Lazarini, Vingtième théâtre
- 2016 : La Folle Journée ou le Mariage de Figaro, mise en scène de  Rémy Barché, Comédie de Reims
- 2017 : Le Mariage de Figaro, théâtre du Ranelgh, Paris, au profit de l'association À Force d'Envies, accompagnant les femmes après un cancer du sein

### Au cinéma et à la télévision
- 1959 : Le Mariage de Figaro, film français de Jean Meyer avec Jean Piat et Denise Gence
- 1961 : Le Mariage de Figaro, téléfilm français de Marcel Bluwal avec Jean-Pierre Cassel et Jean Rochefort
- 1981 : Le Mariage de Figaro, téléfilm français de Pierre Badel avec Patrick Chesnais et Dominique Valadié
- 1989 : La Folle Journée ou le Mariage de Figaro, film français de Roger Coggio avec Fanny Cottençon, Roger Coggio et Marie Laforêt